# Dreamfall: The Longest Journey
Dreamfall: The Longest Journey is een computerspel ontwikkeld door Funcom. Het point-and-click adventure is uitgekomen voor Windows in de VS op 17 april 2006 en in Europa op 26 mei 2006. Een versie voor de Xbox verscheen op 8 april 2006.

## Plot
Dreamfall speelt zich een aantal jaren in de toekomst af en introduceert naast April Ryan een nieuw personage, Zoë Castillo. Zoë is een Spaans meisje dat in Casablanca woont. Het spel speelt zich af na een ramp die veel moderne technologie in Stark nutteloos heeft gemaakt en tijdens een grote oorlog die in Arcadia woedt. Zoë ontdekt een geheime samenzwering om inwoners van zowel Stark en Arcadia slaaf te worden, door hun dromen te stelen.

## Spel
Het is het tweede spel in de serie en werd uitgebracht in 2006 en wordt gespeeld als point-and-click avonturenspel met vecht- en stealthelementen in de derde persoon. Het spel draait om het vinden van voorwerpen waarmee puzzels opgelost worden, en het aangaan van uitgebreide dialogen met andere personages.
Het spel verscheen op zes cd-roms of op een enkele dvd. Een gelimiteerde editie werd eveneens uitgebracht met een dvd-versie van het spel, een soundtrack en een artbook met tekeningen en schetsen.

## Ontvangst
| Recensiescore       | Recensiescore          |
| Recensieverzamelaar | Score                  |
| ------------------- | ---------------------- |
| GameRankings        | 77,48% (PC) 75% (Xbox) |
| Metacritic          | 75% (PC) 73% (Xbox)    |
| Publicist           | Score                  |
| GameSpot            | 8,1                    |
| GameSpy             | 5/5                    |
| IGN                 | 7,5                    |

Dreamfall: The Longest Journey ontving positieve recensies. Men prees het diepgaande verhaal en de personages in het spel. Kritiek was er op de gevechten en stealthelementen, en het abrupte einde.
Op aggregatiewebsites GameRankings en Metacritic heeft het spel verzamelde scores van respectievelijk 77,48% en 75%.

## Trivia
- Het spel is opgenomen in het boek 1001 Video Games You Must Play Before You Die van Tony Mott.